# Alpheus wickstenae
Alpheus wickstenae is een garnalensoort uit de familie van de Alpheidae. De wetenschappelijke naam van de soort is voor het eerst geldig gepubliceerd in 1987 door Christoffersen & Ramos.